# Big Jato
Big Jato é um filme brasileiro de 2016, do gênero drama. Dirigido por Cláudio Assis e baseado no livro homônimo de memórias de Xico Sá. O filme é estrelado por Matheus Nachtergaele, Marcélia Cartaxo, Jards Macalé e Rafael Nicácio. o filme foi exibido no 48º Festival de Cinema de Brasília, em 2015. 

## Enredo
O menino Francisco (Rafael Nicácio) passa os dias a acompanhar o pai (Matheus Nachtergaele) no trabalho. O pai é motorista do imponente Big Jato, um caminhão-pipa utilizado para limpar as fossas da cidade sem saneamento básico. Mas o garoto está mais interessado nas ideias do tio (também interpretado por Nachtergaele, um artista libertário e anarquista. Na maneira em que descobre o primeiro amor, Chico nota a vocação para se tornar poeta.

## Elenco
- Rafael Nicácio como Francisco "Chico"
- Matheus Nachtergaele como Pai de Francisco / Tio Nelson
- Marcélia Cartaxo como Mãe de Francisco
- Jards Macalé como Príncipe
- Artur Maia como David

## Prêmios e Indicações
| Ano                                | Premiação                     | Categoria                               | Recipiente | Resultado | Ref. |
| ---------------------------------- | ----------------------------- | --------------------------------------- | ---------- | --------- | ---- |
| 2015                               |                               |                                         |            |           |      |
| 48º Festival de Cinema de Brasília | Melhor Filme                  | Cláudio Assis                           | Venceu     | [ 3 ]     |      |
| 48º Festival de Cinema de Brasília | Melhor Ator                   | Matheus Nachtergaele                    | Venceu     | [ 3 ]     |      |
| 48º Festival de Cinema de Brasília | Melhor Atriz                  | Marcélia Cartaxo                        | Venceu     | [ 3 ]     |      |
| 48º Festival de Cinema de Brasília | Melhor Trilha Sonora          | DJ Dolores                              | Venceu     | [ 3 ]     |      |
| 2017                               |                               |                                         |            |           |      |
| Grande Prêmio do Cinema Brasileiro | Melhor Roteiro Adaptado       | Hilton Lacerda, Anna Carolina Francisco | Venceu     | [ 4 ]     |      |
| Grande Prêmio do Cinema Brasileiro | Melhor Montagem               | Karen Harley                            | Indicado   | [ 4 ]     |      |
| Grande Prêmio do Cinema Brasileiro | Melhor Trilha Sonora Original | DJ Dolores                              | Indicado   | [ 4 ]     |      |
| 8º FESTin                          | Melhor Filme                  | Cláudio Assis                           | Venceu     | [ 5 ]     |      |
| 8º FESTin                          | Melhor Ator                   | Matheus Nachtergaele                    | Venceu     | [ 5 ]     |      |
| 22º Prêmio Guarani                 | Melhor Atriz Coadjuvante      | Marcélia Cartaxo                        | Indicado   | [ 6 ]     |      |
| 22º Prêmio Guarani                 | Melhor Roteiro Adaptado       | Hilton Lacerda, Anna Carolina Francisco | Indicado   | [ 6 ]     |      |